# Anglo Araber
Anglo Araberen er en hesterace. Den er oftest rød eller brun, men andre farver ses også. Anglo Araberen opstod ved, at krydse avlsgodkendte Engelsk fuldblods hopper med avlsgodkendte Araber hingste, eller omvendt. Anglo Araberen er ikke en ny race i hesteverdenen, fordi den kan spores helt tilbage til 1800-tallet, hvor man både havde den i England og flere østeuropæiske lande. Racen er avlet til at være gode springheste.